# Aulacochthebius plicicollis
Aulacochthebius plicicollis är en skalbaggsart som först beskrevs av Leon Fairmaire 1898.  Aulacochthebius plicicollis ingår i släktet Aulacochthebius och familjen vattenbrynsbaggar. Inga underarter finns listade i Catalogue of Life.